# Parametrodes
Parametrodes là một chi bướm đêm thuộc họ Geometridae.